# قرار مجلس الأمن التابع للأمم المتحدة رقم 1422
قرار مجلس الأمن التابع للأمم المتحدة رقم 1422، المعتمد بالإجماع في 12 يوليو / تموز 2002، بعد الإشارة إلى دخول نظام روما الأساسي للمحكمة الجنائية الدولية حيز النفاذ مؤخرًا، منح المجلس حصانة من الملاحقة القضائية للمحكمة الجنائية الدولية لأفراد حفظ السلام التابعين للأمم المتحدة من دول لم تكن طرفًا في المحكمة الجنائية الدولية.
تم تمرير القرار بناءً على إصرار الولايات المتحدة، التي هددت باستخدا حق النقض (الفيتو) ضد تجديد جميع بعثات حفظ السلام التابعة للأمم المتحدة (بما في ذلك تجديد بعثة الأمم المتحدة في البوسنة والهرسك الذي تم تمريره في نفس اليوم)  ما لم يتم حماية مواطنيها من المحاكمة من قبل المحكمة الجنائية الدولية. دخل القرار 1422 حيز التنفيذ في 1 يوليو 2002 لمدة عام واحد. تم تجديده لمدة اثني عشر شهرًا بموجب القرار 1487، الصادر في 12 يونيو 2003. لكن مجلس الأمن رفض تجديد الإعفاء مرة أخرى عام 2004 بعد ظهور صور للقوات الأمريكية وهي تسيء معاملة السجناء العراقيين في أبو غريب، وسحبت الولايات المتحدة طلبها.

## القرار

### أعمال
بموجب الفصل السابع من ميثاق الأمم المتحدة، طلب مجلس الأمن من المحكمة الجنائية الدولية، لمدة اثني عشر شهرًا تبدأ في 1 يوليو / تموز 2002، الامتناع عن بدء أو مواصلة التحقيقات مع موظفين أو مسؤولين من دول ليست طرفًا في النظام الأساسي للمحكمة الجنائية الدولية. وأعرب عن عزمه تجديد الإجراء في غضون اثني عشر شهرًا طالما كان ذلك ضروريًا. علاوة على ذلك، طالب القرار الدول بألا تتخذ أي إجراءات تتعارض مع الإجراء والتزاماتها الدولية.

## روابط خارجية
- نص القرار في undocs.org
- شرح التصويت للسفير جون دي نيغروبونتي ، المندوب الدائم للولايات المتحدة لدى الأمم المتحدة
- الائتلاف من أجل المحكمة الجنائية الدولية - جمع الوثائق التي تنتقد القرارين 1422 و 1487